# Alois Hitler
Cet article concerne le père d'Adolf Hitler. Pour son demi-frère, voir Alois Hitler (fils).
Pour les articles homonymes, voir Hitler (homonymie).
Alois Hitler, né Schicklgruber le 7 juin 1837 à Strones (de) (hameau de la commune de Döllersheim) et mort le 3 janvier 1903 à Leonding (Autriche-Hongrie), est un fonctionnaire des douanes autrichien, principalement connu pour être le père du dictateur nazi Adolf Hitler.
Le nom de famille Hitler lui a été attribué en janvier 1877 à la suite d'une démarche administrative engagée à des fins successorales, avec l'aide de celui qui est alors devenu officiellement son oncle, Johann Nepomuk Hiedler (1807-1888), et qui l'avait élevé de ses cinq ans à ses quatorze ans. La démarche a consisté en l'enregistrement de la filiation d'Alois vis-à-vis du frère de Johann Nepomuk, Johann Georg Hiedler (1792-1857), mort vingt ans plus tôt, et qui avait été l'époux de la mère d'Alois, Maria Anna Schicklgruber (1795-1847), ceci de 1842 à la mort de celle-ci. La retranscription de « Hiedler » en « Hitler » a été un choix, autorisé à l'époque.
Alois Hitler a ainsi été reconnu officiellement comme le fils de Johann Georg Hiedler (1792-1857) mais, selon l'historien Werner Maser, une indétermination forte subsiste quant à la paternité possible du frère de celui-ci, Johann Nepomuk Hiedler (1807-1888), notamment en considération d'éléments matériels comme la présence simultanée en 1836 dans des villages voisins (environ 40 km) du Waldviertel de la mère d'Alois (Maria Anna Schicklgruber) et de Johann Nepomuk ; le fait que ce dernier récupère l'enfant dès lors que son frère Johann Georg épouse la mère en 1842 ; la participation de Johann Nepomuk à la reconnaissance officielle de la filiation d'Alois en 1877 ouvrant des droits à succession entre l'oncle et son neveu.

## Biographie

### Des origines incertaines
Alois naît le 7 juin 1837  dans le hameau de Strones, proche du village de Döllersheim dans le Waldviertel, région forestière et vallonnée, fils d'une mère paysanne non mariée de 42 ans, Maria Anna Schicklgruber (1795-1847), dont la famille vit dans la région depuis plusieurs générations. Lors de son baptême à Döllersheim, l'espace pour le nom du père est laissé vierge sur le certificat de baptême et le prêtre inscrit en outre la mention « fils illégitime ». À l'époque, Maria Anna emménage chez son père, Johannes Schicklgruber. Alois porte le nom de sa mère : Schicklgruber.
Quelques années plus tard Johann Georg Hiedler, un compagnon meunier pauvre et itinérant, rejoint pour des raisons inconnues les Schicklgruber à Strones et épouse Maria le 10 mai 1842, sans pour autant reconnaître le garçon, alors âgé de près de 5 ans.

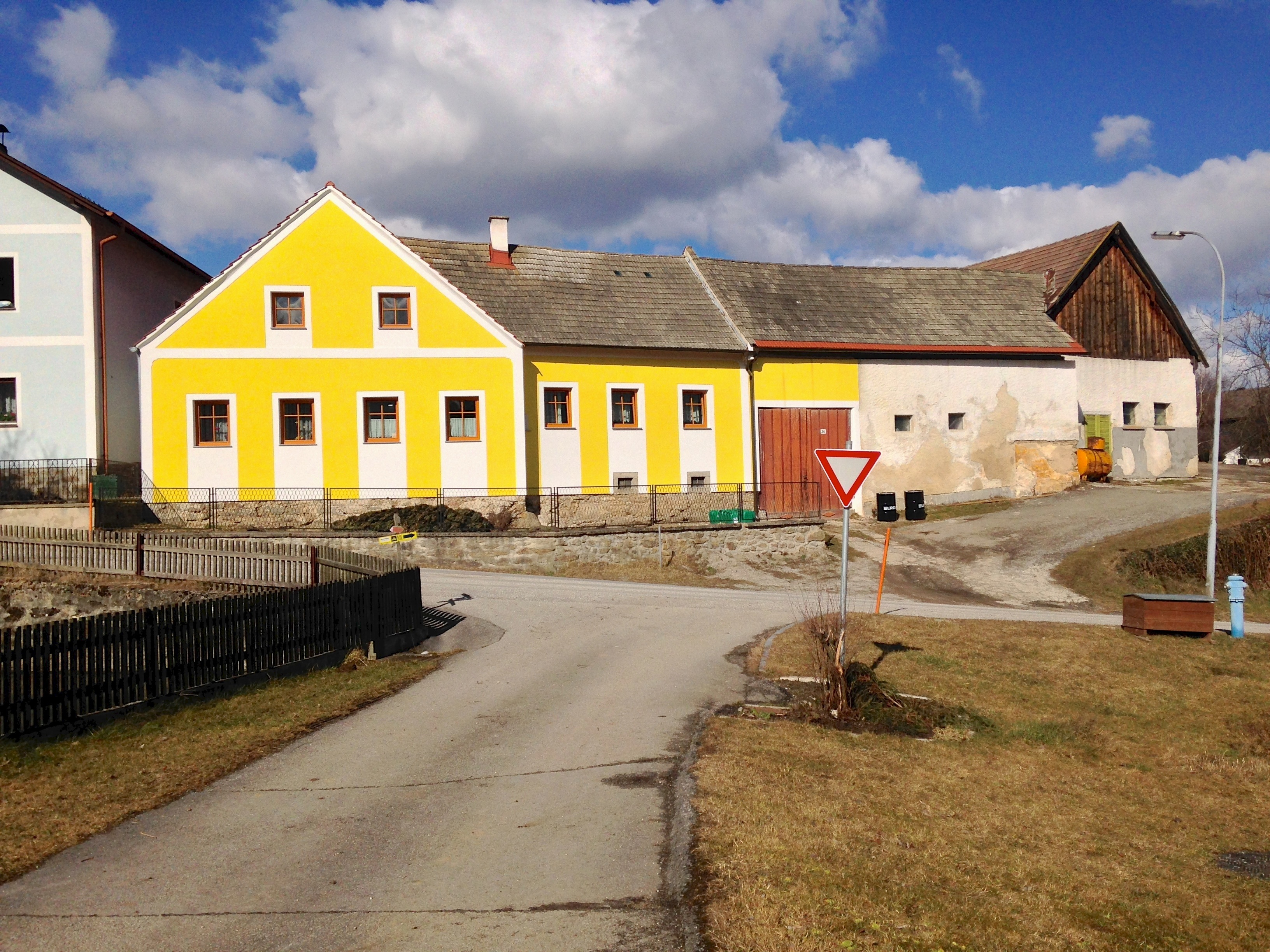
Ferme de l'oncle Johann Nepomuk Hiedler à Spital, où vécut le jeune Alois Schicklgruber entre ses 5 ans et 14 ans.

Quelques mois après le mariage, ses parents étant trop pauvres pour l'élever, Alois est envoyé à la ferme de Johann Nepomuk Hiedler, frère de Johann Georg, à Spital, à une quarantaine de kilomètres de Strones, et travaille pour lui. Il va à l'école, tout en prenant des cours de cordonnerie. En 1850, vers l'âge de treize ans, il quitte Johann Nepomuk pour aller travailler comme apprenti cordonnier à Vienne.
Ses origines incertaines sont à l'origine de conjectures sur son père biologique : les trois noms de Johann Georg Hiedler, de son frère — Johann Nepomuk Hiedler — et de Leopold Frankenberger ont été cités. La plupart des historiens actuels sont convaincus que le père biologique d'Alois était Johann Georg Hiedler, c'est-à-dire le meunier itinérant qui a épousé sa mère en 1842. L'historien Werner Maser suggère a contrario que ce serait plutôt le frère de Johann Georg, en l'occurrence Johann Nepomuk, fermier marié qui, selon lui, aurait eu une liaison avec Maria. La naissance d'Alois menaçant son mariage, il aurait demandé à son frère Johann Georg d'épouser Maria, en échange de quoi il s'engageait à subvenir ensuite aux besoins de son propre fils.
Des opposants politiques à Adolf Hitler ont lancé des rumeurs dès les années 1920 selon lesquelles son grand-père paternel était un Juif, le nom de Leopold Frankenberger étant alors avancé. En effet, selon une partie de l'historiographie nazie, Maria aurait perçu une petite rente de Frankenberger, un riche commerçant juif de Graz pour lequel elle aurait travaillé jusqu'en 1836 comme femme de ménage et cuisinière. À la suite de ces rumeurs, Hitler ordonne en 1931 à la SS (alors organisation policière privée, rattachée au parti nazi) d'enquêter sur le sujet : aucune preuve n'est trouvée sur cette ascendance juive. En 1935, après l'adoption des lois de Nuremberg, Hitler demande en outre à un généalogiste du nom de Rudolf Koppensteiner de réaliser son arbre généalogique, lequel est publié dans le livre Die Ahnentafel des Führers (en français : L'Arbre généalogique du Führer) en 1937 ; l'arbre montre que la famille de Hitler est d'origine austro-allemande de « race aryenne » sans la présence d'un ancêtre juif.
Le haut responsable nazi et premier avocat de Hitler, Hans Frank, a affirmé, alors qu'il était détenu pour le procès de Nuremberg, que son client lui avait dit en 1930 que l'un de ses proches (William Patrick Hitler, premier fils de son demi-frère Alois) essayait de le faire chanter en menaçant de révéler son ascendance juive. Hitler ayant demandé à Hans Frank d'enquêter, l'avocat prétend avoir montré qu'en 1836, l'année précédant la naissance d'Alois Schicklgruber, sa mère Maria Anna Schicklgruber travaillait chez Frankenberger, un riche commerçant juif de Graz, et que son enfant aurait été conçu hors mariage avec le fils de la famille, âgé de 19 ans, dénommé Léopold Frankenberger. Cette hypothèse est aujourd'hui rejetée puisqu'il semble invraisemblable qu'une paysanne se déplace pour aller travailler jusqu'à Graz, à plus de 300 km de sa région natale (Vienne, ville plus importante, est deux fois moins loin), alors que le travail manuel ne manque pas dans le Waldviertel au milieu du XIXe siècle. De plus, les Juifs, expulsés de Graz au XVe siècle, ne furent autorisés à s'y réinstaller qu'à partir de 1860. Pour François Kersaudy, les rumeurs sur ses origines juives auraient été suffisamment compromettantes pour qu'Adolf Hitler fasse détruire des dossiers sur ses origines et qu'il nie ses liens de parenté avec son neveu William Patrick Hitler (ce dernier évoquant les origines de la famille Hitler dans des interviews).

### Une vie sur la frontière
En 1854, Alois Schicklgruber achève son apprentissage de cordonnier. À cette époque, le gouvernement autrichien propose un recrutement dans la fonction publique pour les jeunes ruraux : après son service militaire, en 1855, il entre dans les douanes. Il a alors 18 ans. Dans les premiers temps, il change sans cesse de bureau et parcourt ainsi toute l'Autriche.
Vers 1860, il atteint le grade de Finanzwach Oberaufseher (sous-officier) à Wels avant d'être nommé Kontroll-Assistent en 1864. En 1871, il est envoyé à Braunau am Inn, comme contrôleur. Au même moment, il connaît sa première aventure avec une certaine Thelka, dont on ne sait rien, excepté qu'il en aura un enfant illégitime.
Peu de temps après, il fait la rencontre d'Anna Glassl (1823-1883), fille adoptive d'un haut fonctionnaire des douanes, avec qui il se marie en 1873. On pense qu'il s'agit d'un mariage d'intérêt, puisque Anna, issue d'une famille aisée, est de quatorze ans son aînée, et qu'elle est déjà malade et invalide. Aucun enfant ne naît de cette union, probablement à cause de la mauvaise santé d'Anna et de son âge (elle a en effet cinquante ans l'année du mariage).
En 1875, Alois Schicklgruber est nommé inspecteur des douanes à Braunau-sur-Inn. L'année suivante, il demande la permission d'utiliser le nom de Hiedler (ou Hüttler), afin de bénéficier de l'héritage de Johann Nepomuk Hiedler (1807-1888), qui l'a élevé pendant une dizaine d'années. Celui-ci accepte d'être son témoin, et le prêtre consent à sa demande. Le 6 janvier 1877, le changement d'état civil est enregistré à Mistelbach (de) (hameau de la commune de Großschönau, à 5 km de Spital où vit Johann Nepomuk) : Alois devient alors officiellement le fils de Johann Georg Hiedler (1792-1857), mort vingt ans plus tôt, frère de Johann Nepomuk, et il peut désormais porter le nom d'Alois Hitler, et non Hiedler, la graphie des noms n'étant pas fixée à cette époque. Comme conséquence, Johann Nepomuk Hiedler devient officiellement l'oncle d'Alois Hitler et peut lui léguer des biens.
Sept ans après ses noces avec Anna Glassl, Alois entame une relation avec une jeune fille de 19 ans, Franziska Matzelberger (1861-1884), une servante qui travaille à Braunau. Le 7 novembre 1880, Alois et Anna se séparent d'un commun accord. Cependant, le divorce étant interdit par l'Église, Alois reste marié à Anna et ne peut épouser sa maîtresse Franziska. Par ailleurs, cette dernière est jalouse et demande à Alois de renvoyer Klara Pölzl (1860-1907), la dernière femme de ménage qu'il a embauchée en 1876. Or, Klara Pölzl n'est autre que la petite-fille de son oncle Johann Nepomuk : Alois et Klara sont donc officiellement cousins depuis janvier 1877.
Le 13 janvier 1882, naît à Vienne Alois Matzelberger, le fils illégitime du couple formé par Alois et Franziska, à qui on a donc donné le même prénom que son père. À la mort d'Anna, Alois et Franziska se marient enfin, à Braunau, et légitiment le jeune Alois. En juillet 1883, naît un second enfant, Angela (future mère de Geli Raubal), mais cet événement occasionne des complications pulmonaires pour la jeune mère qui meurt un an plus tard, le 10 août 1884, à Ranshofen, âgée de seulement 23 ans. Alois se rapproche sans tarder de Klara, sa petite-cousine ou, si l'on retient l'hypothèse qu'il pourrait être le fils de Johann Nepomuk, sa nièce, en tant que fille de Johanna Hiedler (1830-1906), la demi-sœur d'Alois dans ce cas de figure.
Alois et Klara se marient dès le 7 janvier 1885 au cours d'une brève cérémonie. Pour que le mariage ait lieu, Alois et Klara ont dû au préalable demander une dispense ecclésiastique, du fait de leur lien de parenté officiel. Insistant sur le fait que Klara avait été la nourrice de ses beaux-enfants et dissimulant le fait qu'elle est déjà enceinte de quatre mois et demi, ils ont pu obtenir ladite dispense. De leur union naissent ensuite six enfants, dont deux seulement ne meurent pas en bas âge : Adolf, né le 20 avril 1889, et Paula, née le 21 janvier 1896.

### Les dernières années

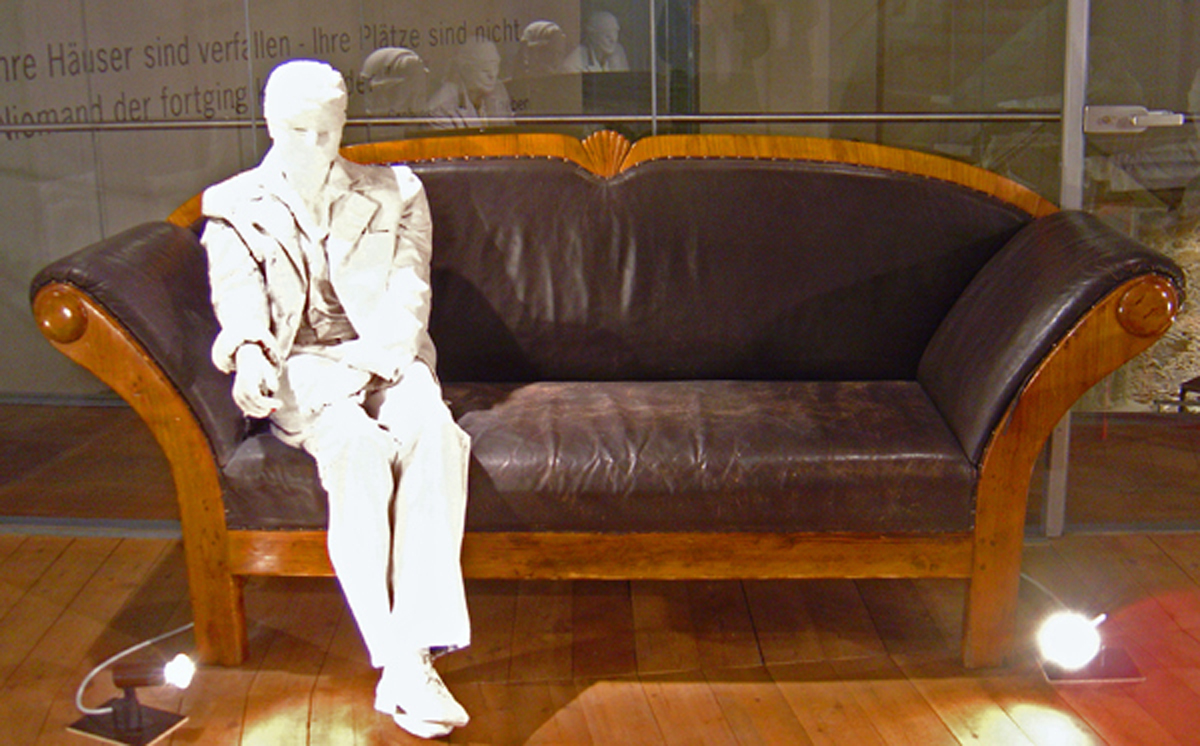
Canapé sur lequel meurt Alois Hitler, toujours visible dans l'auberge.

En 1890, Alois est nommé à Großschönau, la commune voisine de Spital où son oncle Johann Nepomuk a vécu jusqu'à sa mort en 1888. Il aime qu'on l'appelle « Herr Oberoffizial ». En 1892, il est nommé Zolloberamstoffizial à Passau (équivalent d'un rang de capitaine dans l'armée). Enfin, en 1895, il devient Leiter der Zollabteilung der Finanzdirektion Linz (en français : « chef de la section douanière à la direction financière de Linz »). À sa retraite, le 25 juin 1895, il est âgé de 58 ans et touche la confortable pension de 1 100 guldens par an. Cela lui permet d'acheter une ferme de quatre hectares nommée Rauscher Gut, et située, selon les sources, à Hafeld ou Fischlam, près de Lambach au sud-ouest de Linz. Pourtant, la terre se révèle stérile et le prix du foncier dégringole ; c'est un véritable fiasco.
En automne 1897, le couple revend la ferme et la famille déménage une fois encore à Leonding où Alois achète une maison avec un jardin. C'est ici qu'il exerce une vieille passion, l'apiculture ; il installe des ruches dans son jardin. Au cours des années 1899-1900, Adolf Hitler a une dizaine d'années et les relations avec son père sont de plus en plus tendues,.
Âgé de 65 ans, Alois meurt le 3 janvier 1903, dans l'auberge Gasthaus Stiefler alors qu'il buvait son verre de vin matinal quotidien, installé dans un grand canapé en cuir, et lisait son journal. Il meurt probablement d'une hémorragie pleurale. Adolf Hitler écrit dans Mein Kampf qu'il est mort d'une « attaque d'apoplexie » et qu'il respectait son père bien qu'il fût en conflit avec lui, Alois voulant qu'il devienne fonctionnaire alors qu'Adolf Hitler ambitionnait d'être peintre.

#### Tombe d'Alois et Klara Hitler
La tombe d'Alois Hitler et de sa femme Klara (morte quatre ans après son mari d'un cancer du sein et qui repose selon sa volonté aux côtés de son mari) dans le cimetière de Leonding, devient un lieu de pèlerinage pour certains militants d'extrême droite, notamment les néonazis. La sépulture est entretenue par les héritiers de la tombe, jusqu'à ce qu'une descendante de la famille d'Anna Glassl (1823-1883), première femme d'Alois Hitler restée sans descendance, soit choquée à la Toussaint 2011 lorsqu'un vase est déposé dessus, avec l'inscription en allemand unvergelich (unvergesslich ; en français : « inoubliables »), et l'emploi des runes caractéristiques de la SS (). Elle accepte d'abandonner ses droits et de faire retirer la pierre tombale le 27 mars 2012 sans aucune cérémonie. L'emplacement de la tombe alors couvert d'un carré de gravier blanc et resté marqué par un arbre distinctif, lequel arbre a finalement été abattu (comme cela apparaît sur la dernière photo). Aucune information n'a été donnée sur ce qu'il est advenu des restes d'Alois et Klara Hitler.

Images de l'emplacement de la tombe des parents d'Adolf Hitler
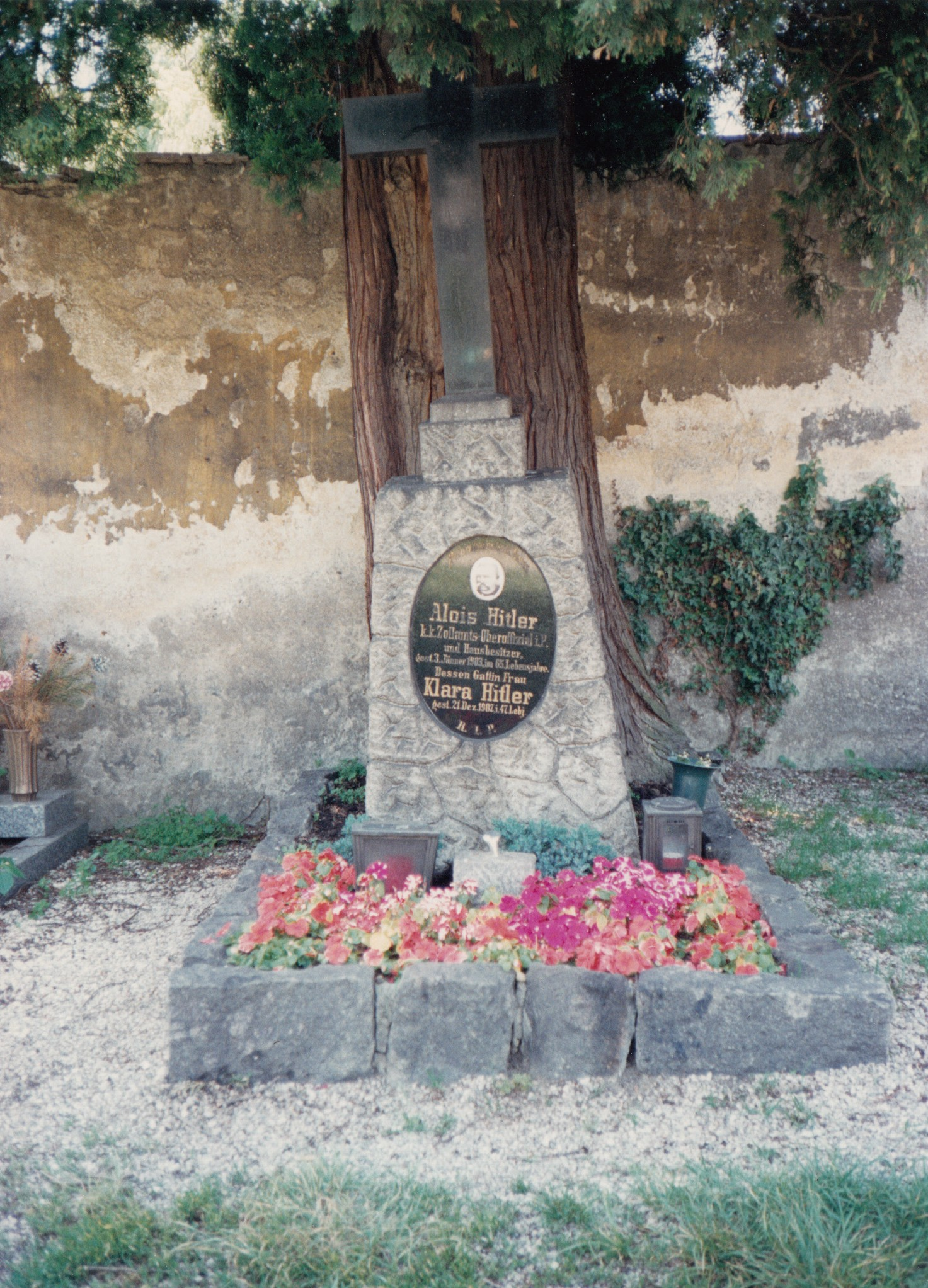
Vers 1984.
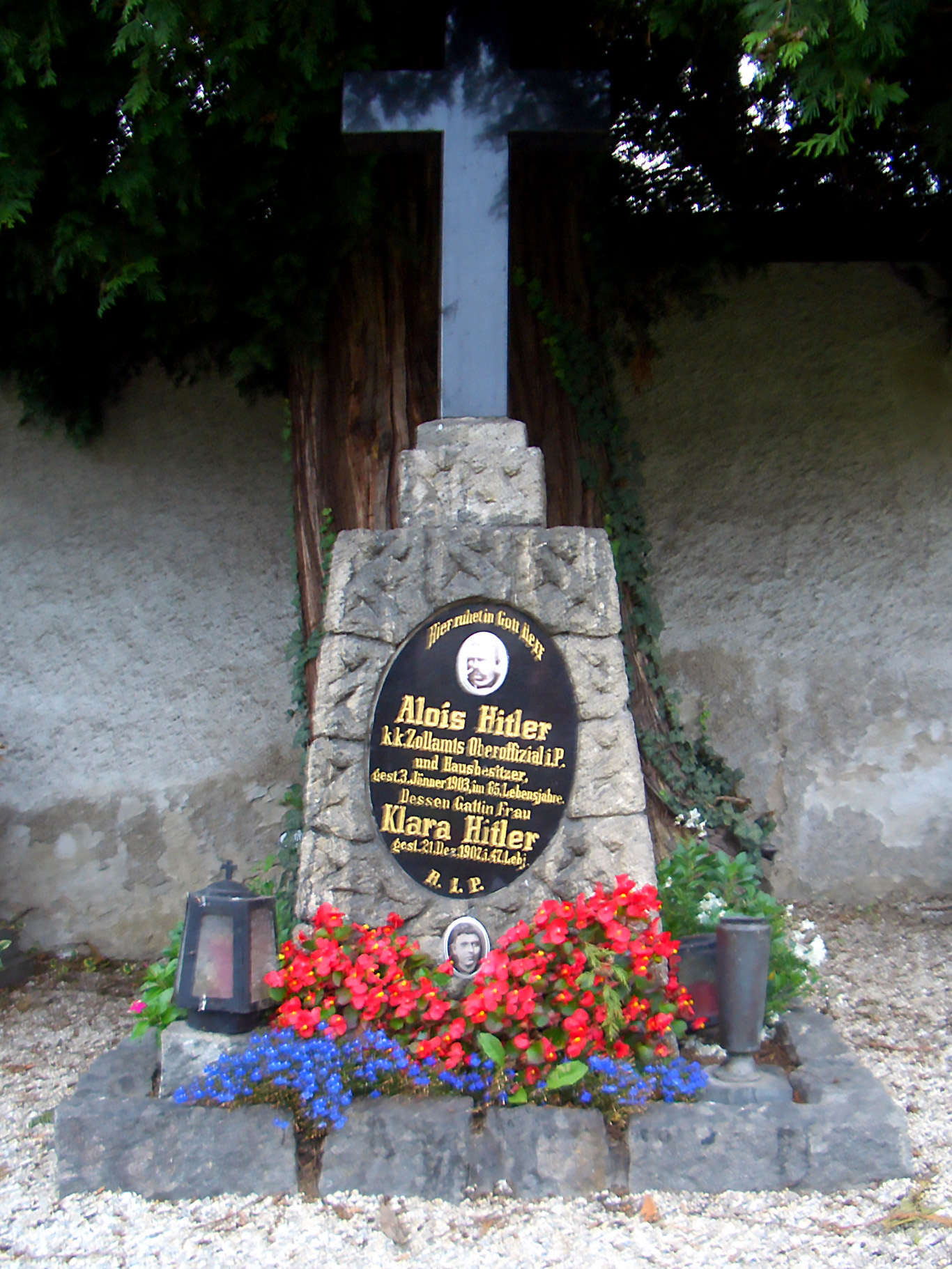
En 2009.
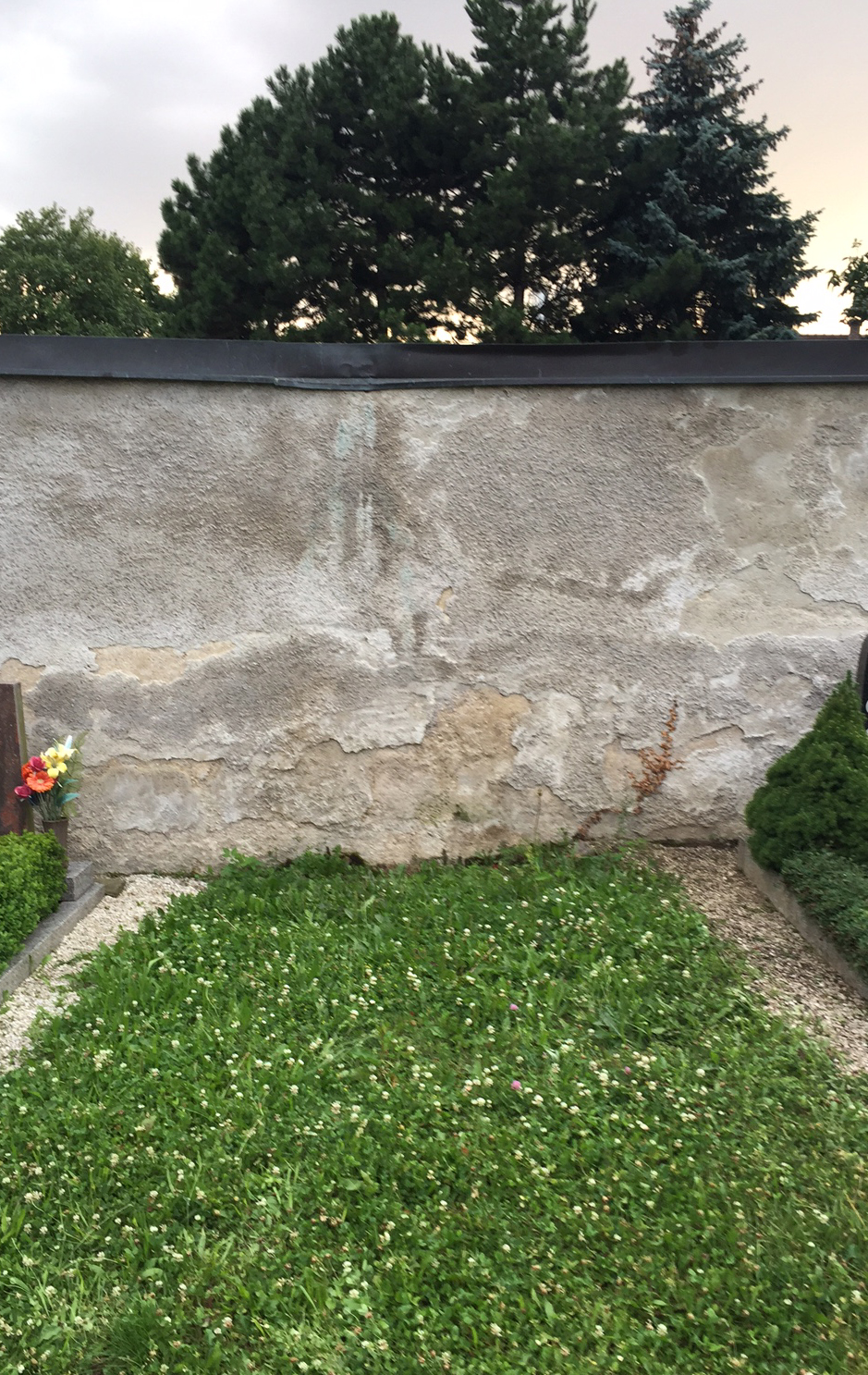
En 2016 : tout a disparu y compris l'arbre qui se trouvait derrière la pierre tombale.

## Descendance
De ses trois épouses, Alois Hitler a eu huit enfants, plus, semble-t-il, un enfant adultérin avant ces mariages, sans que la chose soit totalement avérée et que l'on connaisse avec certitude le nom de la mère ni le nom de l'enfant.
De sa relation avec Franziska Matzelberger sont issus :
- Alois, né Alois Matzelsberger (13 janvier 1882 - 20 mai 1956), et postérité ;
- Angela (28 juillet 1883 - 30 octobre 1949), et postérité.

De sa relation avec Klara Pölzl sont issus :
- Gustav (17 mai 1885 - 1887) † diphtérie ;
- Ida (23 septembre 1886 - 2 janvier 1888) † diphtérie ;
- Otto (8 septembre 1887) † diphtérie ;
- Adolf (20 avril 1889 - 30 avril 1945), sans descendance ;
- Edmund (24 mars 1894 - 2 février 1900) † rougeole ;
- Paula (21 janvier 1896 - 1er juin 1960), sans descendance.

## Dans la fiction
- 2003 : Hitler : la Naissance du mal, téléfilm de Christian Duguay, joué par Ian Hogg.